# Zeekr
Zeekr (chinesisch: 极氪) ist eine Marke für Elektroautos des chinesischen Automobilherstellers Geely.

## Geschichte
Die Marke wurde im März 2021 als Premiummarke für batterieelektrisch angetriebene Fahrzeuge des Geely-Konzerns gegründet, um als sogenannte „Premium“-Marke unter anderem gegen Nio und Tesla anzutreten. Die Modelle von Zeekr sollen auf der im Herbst 2020 vorgestellten Sustainable Experience Architecture (SEA)-Plattform aufbauen.
Im Dezember 2021 gab Geely bekannt, dass Zeekr künftig mit Waymo zusammenarbeiten werde, um ein vollelektrisches, autonom fahrendes Ride-Hailing-Fahrzeug für die USA zu entwickeln. Im Januar 2022 wurde eine Kooperation zwischen Zeekr und Mobileye verkündet. Diese hat zum Ziel bis 2024 Autonomes Fahren nach Level 4 in Serie zu bringen.
Der Name der Marke setzt sich aus Generation Z und dem Begriff Geek zusammen.
Seit dem 10. Mai 2024 sind die ADS der Zeekr Intelligent Technology Holding an der New Yorker Börse notiert (US98923K1034).

## Fahrzeuge
Als erstes Modell wurde im April 2021 auf der Shanghai Auto Show der Zeekr 001 vorgestellt. Die Markteinführung fand im Oktober 2021 auf dem chinesischen Heimatmarkt statt. Seit 2023 wird der Shooting Brake auch außerhalb Chinas vermarktet. Einen ersten Ausblick auf dieses Fahrzeug zeigte der Geely-Konzern bereits im September 2020 mit dem Konzeptfahrzeug Zero Concept. Dieses wurde allerdings noch unter der Marke Lynk & Co vorgestellt.
Das zweite Fahrzeug der Marke ist der Van Zeekr 009, der im August 2022 präsentiert wurde und seit November 2022 in China verkauft wird. Er teilt sich die Technik mit dem 2023 vorgestellten Volvo EM90.
Der Kompakt-SUV Zeekr X auf Basis des Smart #1 debütierte im Februar 2023 und wird seit April 2023 in China verkauft. Er wird auch in Europa angeboten.
Die Mittelklasse-Limousine Zeekr 007 wurde im November 2023 auf der Guangzhou Auto Show vorgestellt. Die Kombi-Version GT folgte im Januar 2025.
Ein weiterer Van der Marke ist der Zeekr Mix, der im April 2024 auf der Beijing Auto Show offiziell vorgestellt wurde.
Im Juli 2024 wurde das 4,83 Meter lange SUV Zeekr 7X vorgestellt. Das Modell ist auch in Europa erhältlich.
Das SUV Zeekr 9X wurde im April 2025 auf der Shanghai Auto Show vorgestellt.

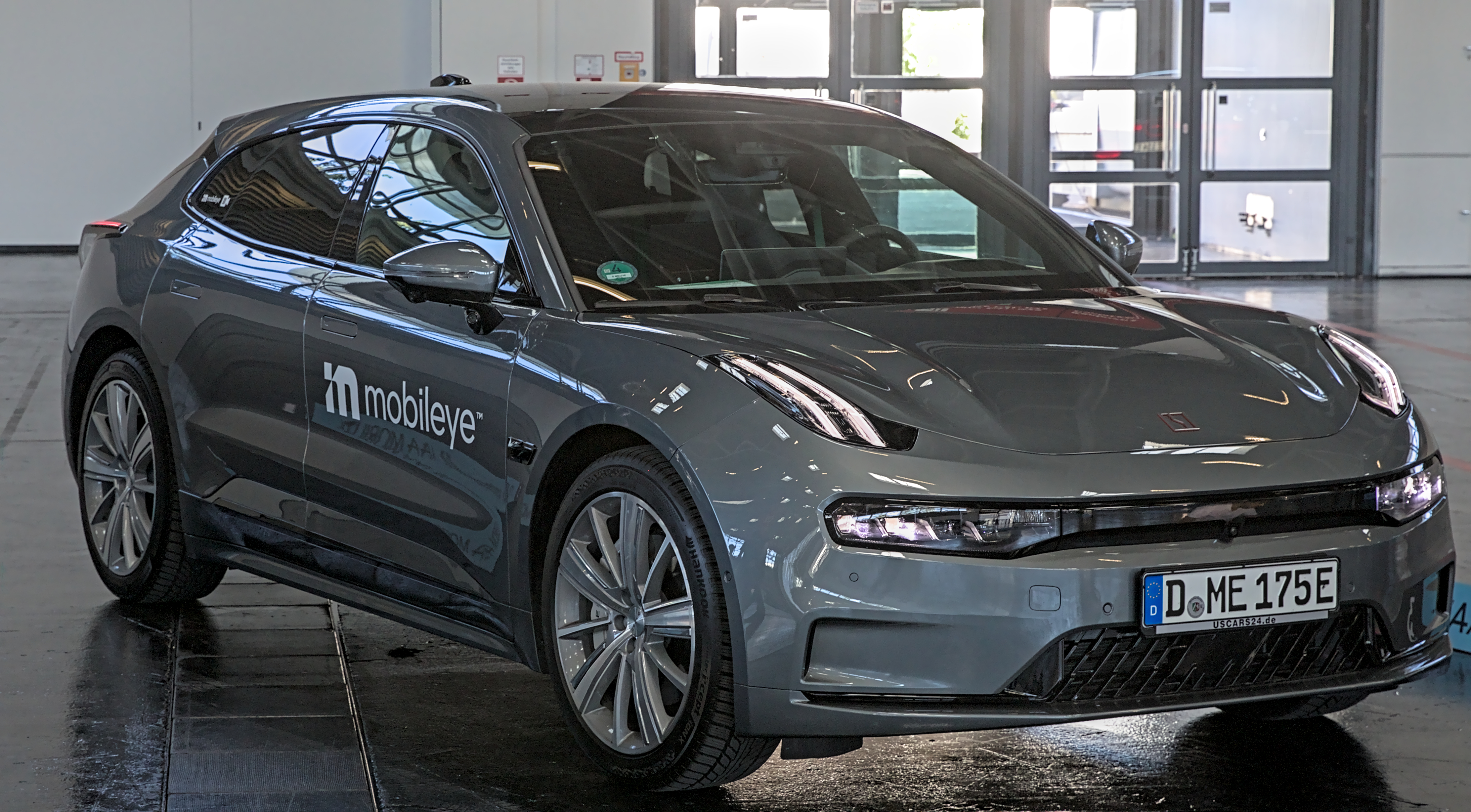
Zeekr 001 (seit 2021)
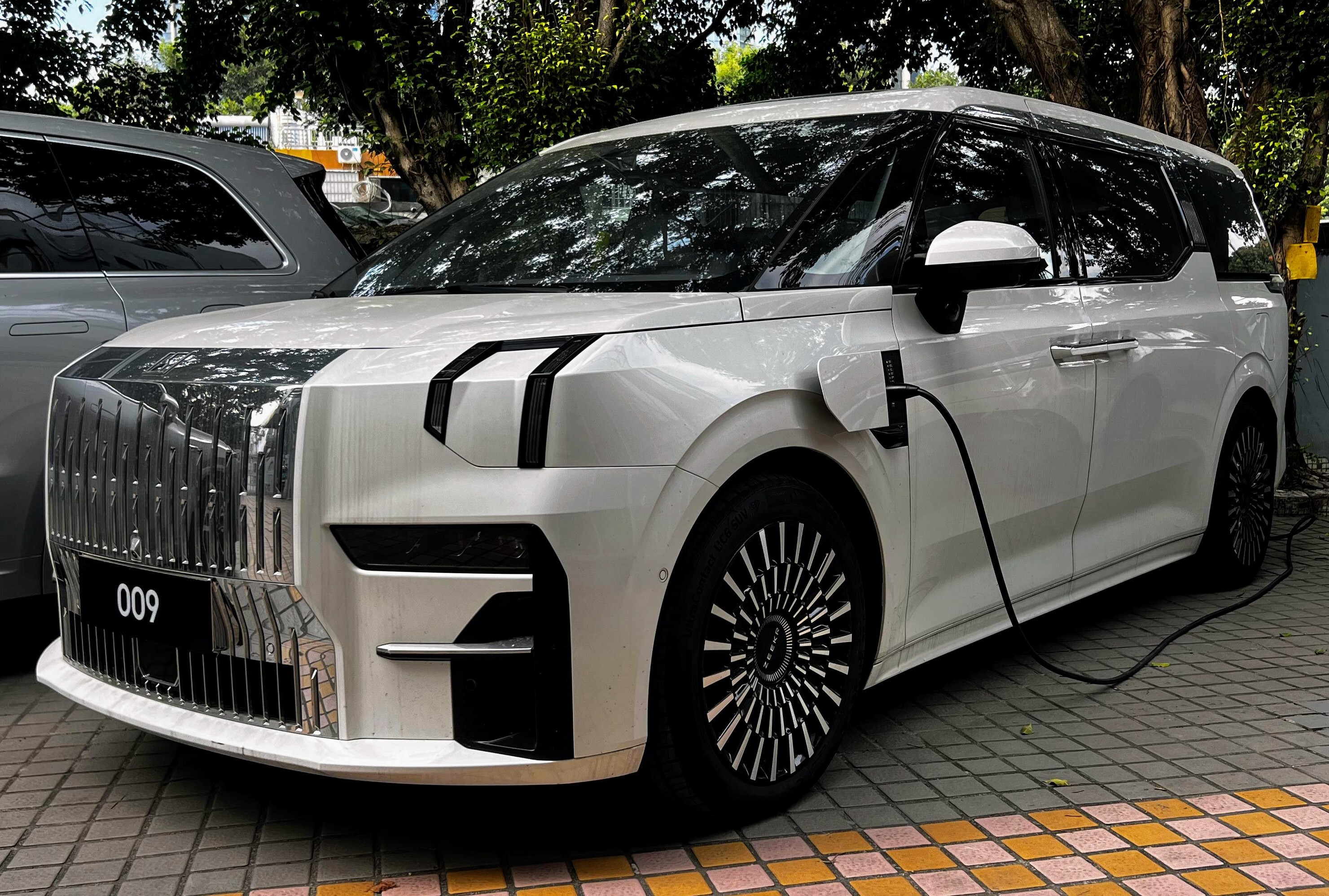
Zeekr 009 (seit 2022)
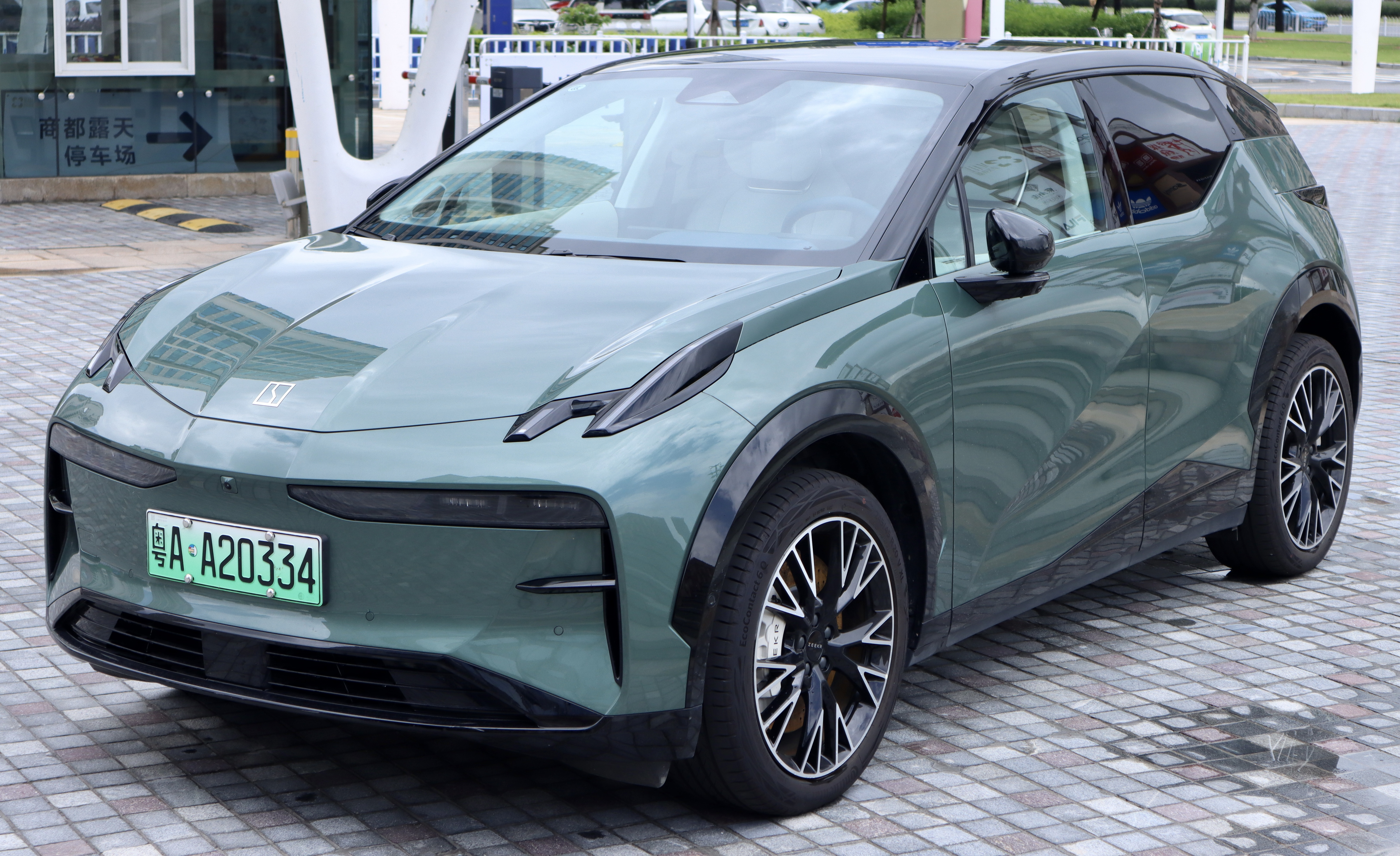
Zeekr X (seit 2023)
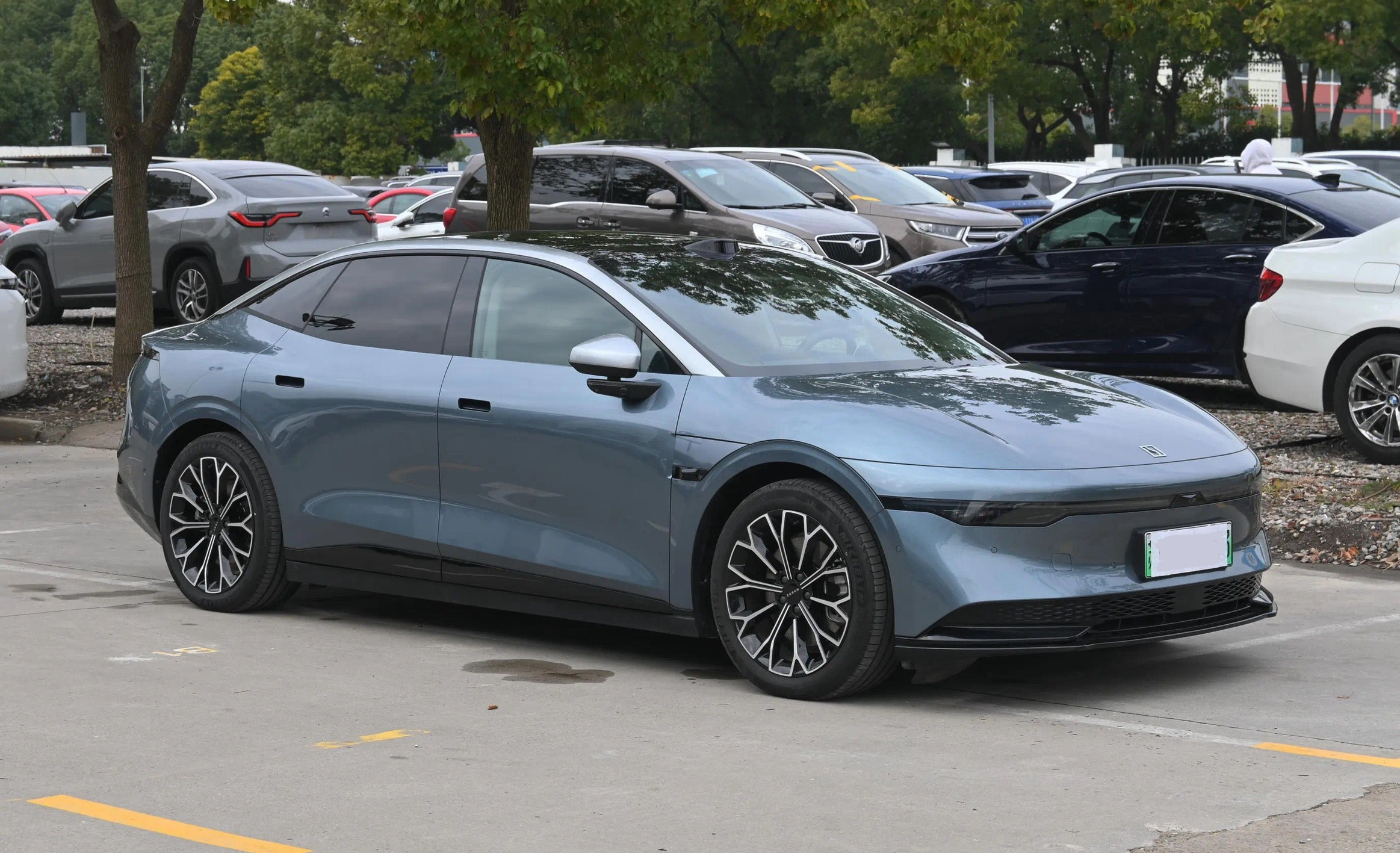
Zeekr 007 (seit 2023)
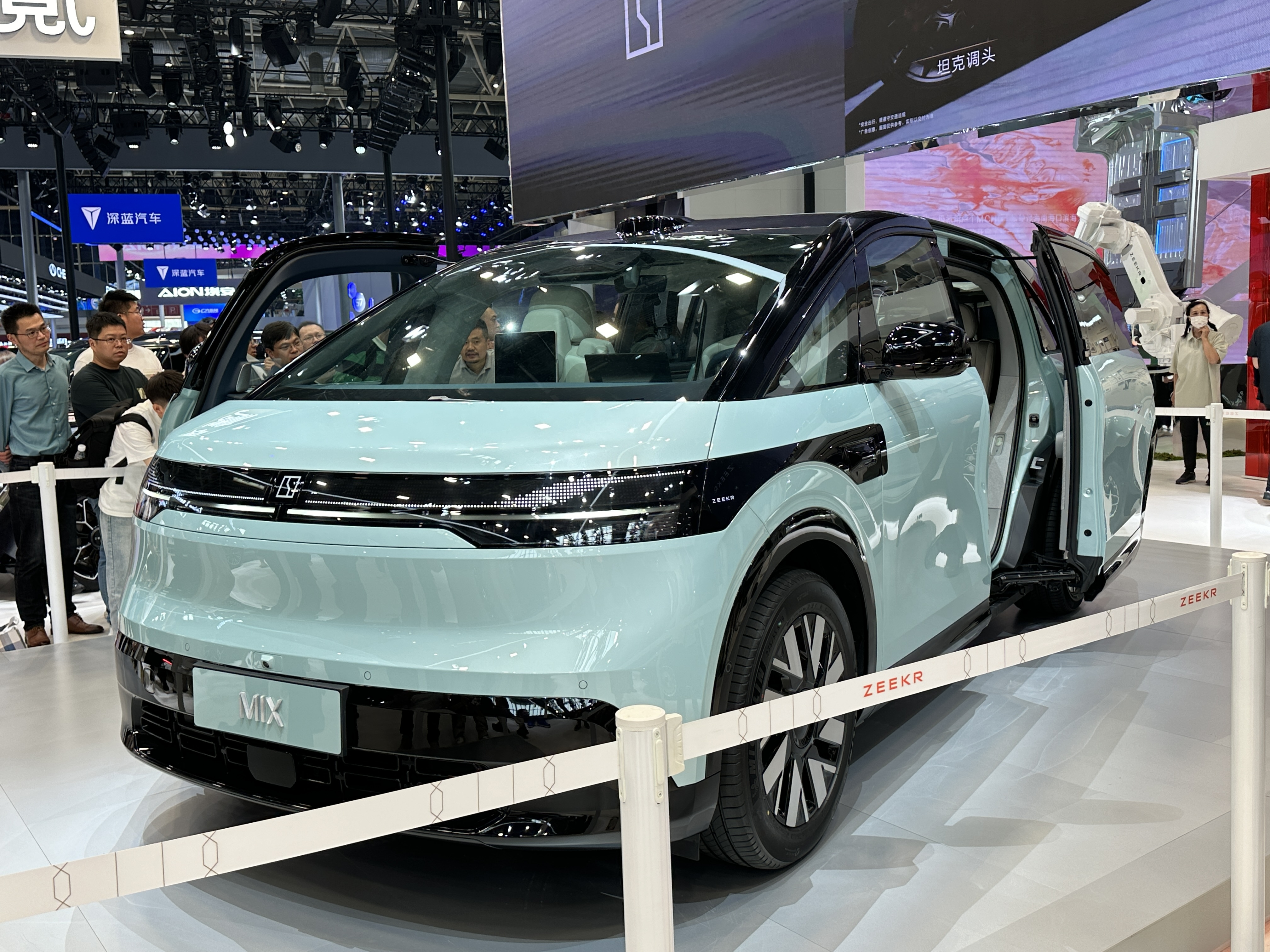
Zeekr Mix (seit 2024)
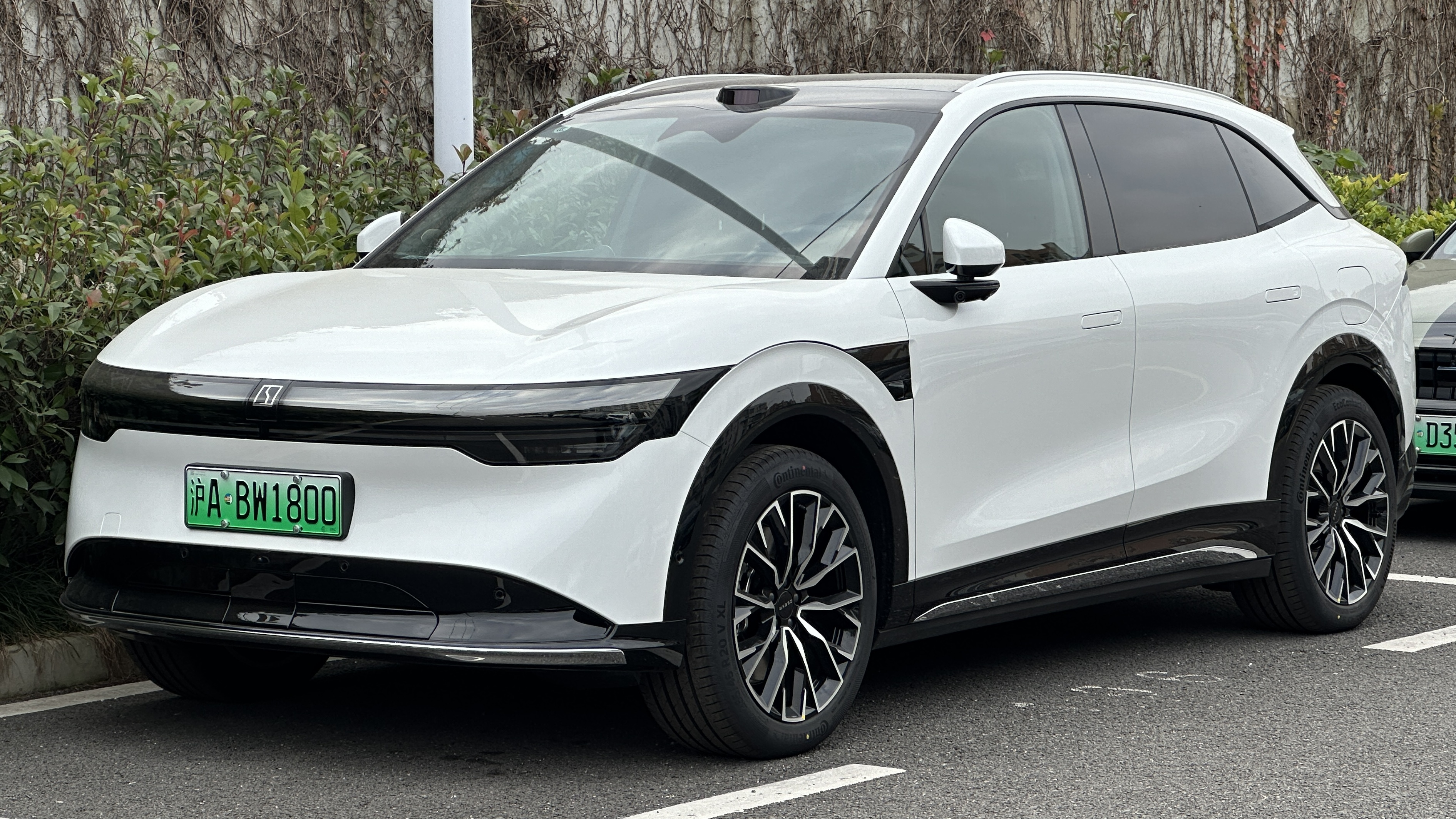
Zeekr 7X (seit 2024)
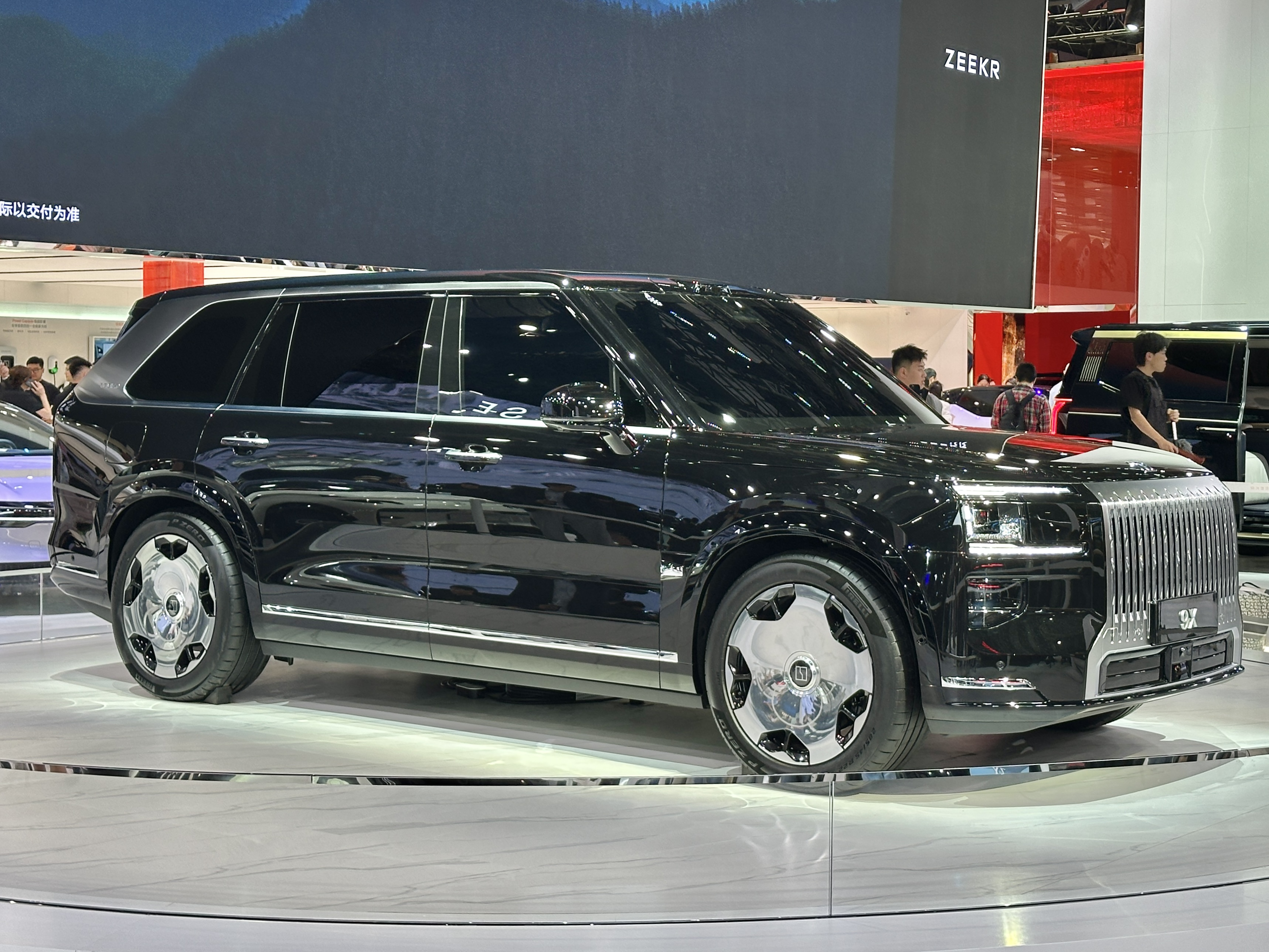
Zeekr 9X (ab 2025)

## Schnellladenetz
Unter dem Namen Zeekr Power gibt es ein eigenes Schnellladenetz in China für Zeekr-Fahrzeuge.

## Verkaufszahlen weltweit
Im ersten Verkaufsjahr 2021 konnte Zeekr in China 6.007 Fahrzeuge verkaufen. 2022 steigerte Zeekr den Absatz auf 72.000 und 2023 auf 118.685 Fahrzeuge. Im Jahr 2024 verkaufte Zeekr 222.123 Fahrzeuge. Bei den Zahlen handelt es sich um weltweite Verkäufe, wobei Zeekr hauptsächlich für den chinesischen Markt fertigt.
| Jahr                                |      |  | Stück   |         |
| 2021                                | 2021 |  | 6.007   | 6.007   |
| 2022                                | 2022 |  | 72.000  | 72.000  |
| 2023                                | 2023 |  | 118.685 | 118.685 |
| 2024                                | 2024 |  | 222.123 | 222.123 |
| Verkaufszahlen in weltweit, Quelle: |      |  |         |         |